# Senyera

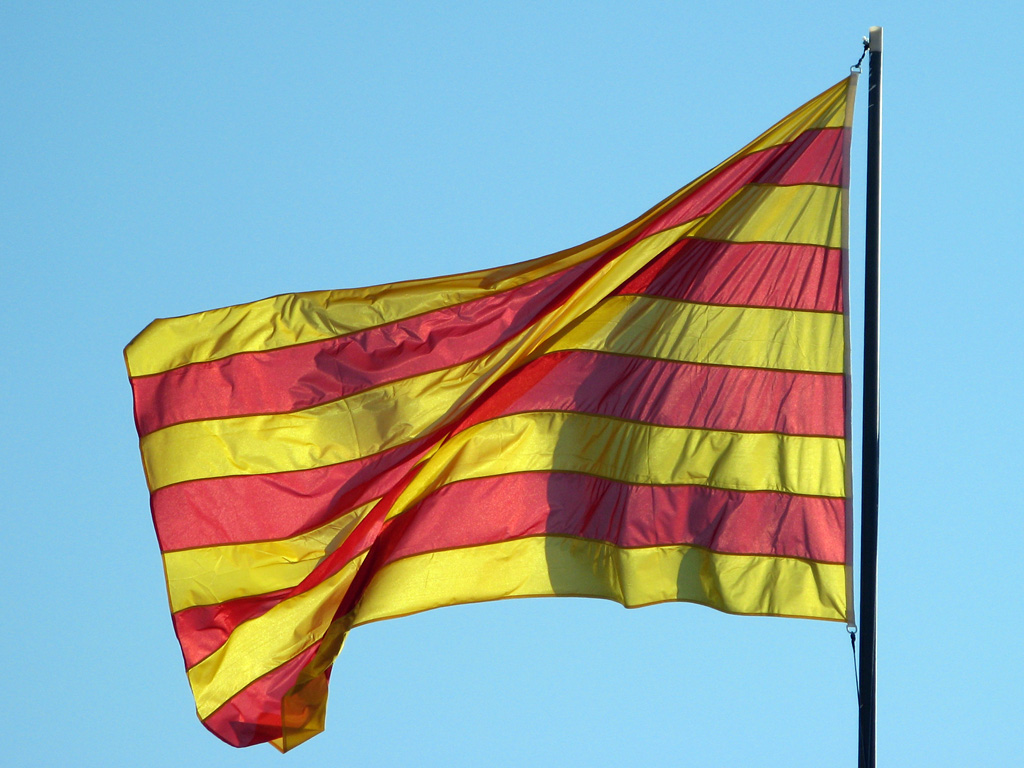
Katalónia zászlaja a Sant Cugat del Vallès-i Plaça Octaviàn

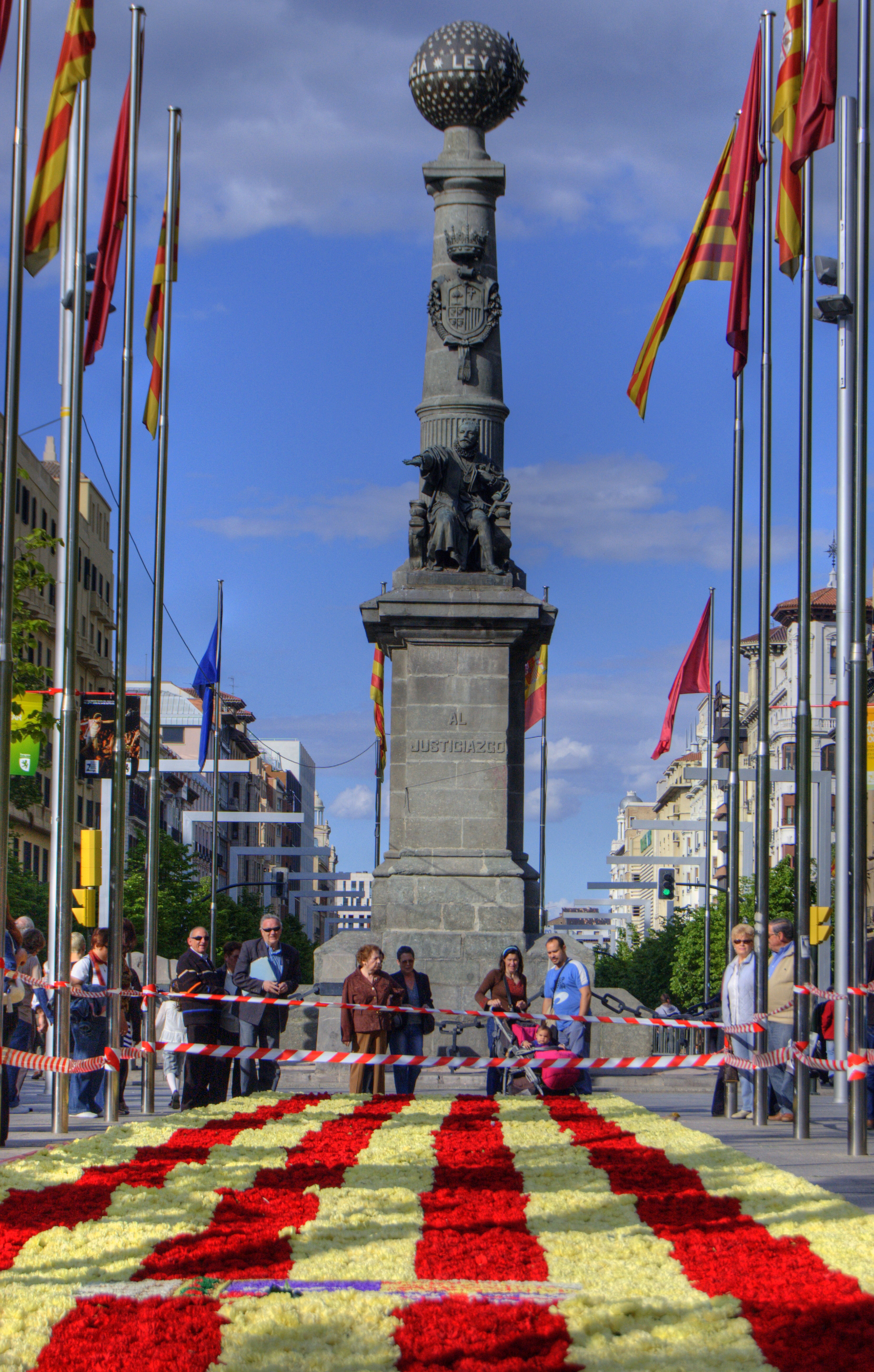
Aragónia zászlaja virágból az Aragónia téren, Zaragozában az Aragónia Napon (április 23.)

A senyera az egykori Aragóniai Királyság címerén alapuló szimbólum, mely arany háttéren 4 vízszintes vörös sávból áll. Leginkább Katalónia zászlajaként ismert, de a mai Spanyolország zászlajának sárga színe is erre vezethező vissza.

## Modern használata
A senyera az alapja a mai napig négy közösség zászlajának, ezek: módosítás nélkül Katalónia, illetve természetesen Aragónia, Valencia és a Baleár-szigetek. A Pireneusok északi oldalán Kelet-Pireneusok, Provence-Alpes-Côte d’Azur és Andorra jelképeinek egyik alapját is képezi.

## Eredete
A Senyera egy egyik legidősebb, ma is használt zászló Európában, bár nem használták folyamatosan. Eredetéről számos elmélet van, köztük olyanok is, melyek csak katalán vagy csak aragóniai eredetet írnak le. A legfontosabb hivatkozási alapok az alábbiak:
Az Aragóniai Nagylexikon a zászlót II. Alfonz aragóniai királyhoz köti 1157-ből. Adatközlése szerint ebből az időből nincs bizonyíték egy egységes katalán állam voltára, csak a Barcelonai Grófságéra.
A Katalán Nagyenciklopédia az 1082-ben elhunyt II. Ramón Berengár barcelonai grófra hivatkozik, aki először használta ezt a jelet. E mellett IV. Ramón Berengárra, aki az 1150-es provanszi és 1157-es katalán dokumentumokban szerepel.
Valenciában 1238 óta használják a 4 piros sávos zászlót, igaz, kezdetben fehér és nem arany háttérrel.

A Pápai állam zászlaja 1808 előtt

Egy másik elmélet szerint az Aragóniai Királyság a vatikáni központú Pápai állam logóját módosította a XII. században. Ez azért lehet egy erős magyarázat, mert Aragónia, Katalónia - és általuk Valencia is - nagyon erős kapcsolatot tartott a pápával és katolikus államával.

## Változatok
Territóriumi zászlók

Alghero
Aragónia
Baleár-szigetek
Barcelona
Barcelona (tartomány)
Castellón de la Plana
Katalónia
Formentera
Girona (tartomány)
Ibiza
Lleida (tartomány)
Mallorca
Menorca
Észak-Katalónia (Keleti-Pireneusok)
Provence-Alpes-Côte d’Azur
Tarragona
Valencia

## Lásd még
- Aragónia
- Katalónia
- Valencia

## Fordítás
- Ez a szócikk részben vagy egészben  a   Senyera című angol Wikipédia-szócikk fordításán alapul.  Az eredeti cikk szerkesztőit annak laptörténete sorolja fel. Ez a jelzés csupán a megfogalmazás eredetét és a szerzői jogokat jelzi, nem szolgál a cikkben szereplő információk forrásmegjelöléseként.